# Sara Rocha Medina
Ma. Sara Rocha Medina (Real de Catorce, San Luis Potosí; 9 de octubre de 1967) es una abogada y política mexicana, miembro del Partido Revolucionario Institucional. Ha sido en dos ocasiones diputada federal y presidenta municipal de Catorce, San Luis Potosí.

## Reseña biográfica
Sara Rocha Medina es licenciada y maestra en Derecho por la Universidad Autónoma de San Luis Potosí, tiene un diplomado en Teoría de escenarios por la Universidad Iberoamericana de Querétaro y una especialidad en Derecho Penal por la Universidad Autónoma de San Luis Potosí. Ejerció su carrera en el departamento jurítico de Diconsa y como agente del ministerio público de la Procuraduría General de Justicia del estado de 1990 a 1994.
Paralelamente inició una larga carrera política en el PRI, en donde ha ocupado numerosos cargos, como dirigente del Frente Juvenil Revolucionario en Catorce, auxiliar jurícia y asesora del presidente estatal del PRI hasta 1994. En 1995 fue elegida Presidenta municipal de Catorce, culminando su periodo en 1997.
De 1998 a 2000 fue secretaria del programa para la mujer en la Confederación Nacional Campesina y de 1999 a 2002 fue vicepresidenta del Organismo Nacional de Mujeres Priistas (ONMPRI). En 2003 fue elegida diputada federal por la vía plurinominal a la LIX Legislatura que concluyó en 2006. En esta legislatura fue secretaria de la Mesa Directiva; secretaria de la comisión de Trabajo y Previsión Social e integrante de las comisiones de Gobernación; Jurisdiccional; Justicia y Derechos Humanos; y, de la Especial de la Niñez, Adolescencia y Familias. Asimismo fue integrante del Comité del Centro de Estudios de Derecho e Investigaciones Parlamentarias.
De 2009 a 2013 fue directora de Servicios Aéreos del gobierno de San Luis Potosí encabezado por Fernando Toranzo Fernández, y de 2013 a 2016 ocupó el cargo de gerente del Programa de Abasto Social de LICONSA en San Luis Potosí. Además, de 2010 a 2014 fue presidenta estatal del ONMPRI.
De 2016 a 2017 fue secretaria generala del comité estatal del PRI, y en 2017 presidenta estatal del mismo. En 2018 fue elegida por segunda ocasión diputada federal en representación del Distrito 1 de San Luis Potosí a la LXIV Legislatura y en la que fue secretaria de la Mesa Directiva, para el primer y el segundo año legislativo.